# Xavier Bosch
Xavier Bosch Sancho (Barcelona, 21 de julio de 1967) es un periodista y escritor español que ha desarrollado su carrera profesional en medios catalanes. Está casado con la también periodista y crítica de televisión Mónica Planas.
Licenciado en Ciencias de la Comunicación por la Universidad Autónoma de Barcelona (UAB), se ha desenvuelto en medios catalanes tales como radio, televisión y prensa, es autor de una obra de teatro y de varios libros, y ganador de, entre otros, un premio Ondas. Presentó el programa Àgora en TV3. Como escritor, ha ganado diversos premios, y sus novelas han sido traducidas al castellano, alemán, francés, italiano, portugués, búlgaro y serbio. Es considerado el autor que en más ocasiones ha tenido el libro más vendido en la Diada de Sant Jordi (2010, 2015, 2017 y 2021)

## Radio
El 2 de mayo de 2000 nació una nueva radio, privada y en catalán, llamada RAC 1, de cuya plantilla entró a formar parte para dirigir el programa deportivo Primer Toc. En julio de ese año, asumió el cargo de jefe de programación de esta cadena, y en septiembre inició la primera temporada de un programa deportivo nocturno llamado Cafè Baviera. También retransmitió los partidos del FC Barcelona. Se ocupó de ambos espacios hasta finales de 2004, momento en el que pasó a dirigir y presentar el magacín matinal El Món a RAC 1 hasta julio de 2007, cuando dejó la radio al terminar la temporada, siendo sustituido por Jordi Basté. El programa había recibido en abril de 2007 el Premio Radio Associación de Catalunya en la categoría de "Mejor Programa de Radio". Los motivos del premio, según el jurado, fueron "haber conseguido en un periodo de tiempo muy corto hacerse un sitio importante en las preferencias de la audiencia. Un programa que en la franja horaria de máxima competencia, destaca por su rigor, buen humor y por el trabajo y cohesión de todo un equipo de producción, realización y presentación."

## Televisión
Director del programa "Un tomb per la vida" (TV3- 1993/1994), presentado por Joaquim Maria Puyal. Idea, guion y dirección del programa dedicado al centenario del Barça "Aquest any, cent!" (TV3, 1999), junto a los periodistas Antoni Bassas y Eduard Boet. Presentó Àgora, programa nocturno de TV3 y creó el programa “El gran dictat”, también para Tv3, que estuvo ocho temporadas en antena. También ha dirigido los documentales “La fleur, la lucha de Josep Carreras contra la leucemia” (2013), que se estrenó en el Gran Teatre del Liceu y “Camino de los sueños, la construcción del Estadio Johan Cruyff” (2020), disponible en Barçatv+.

## Prensa

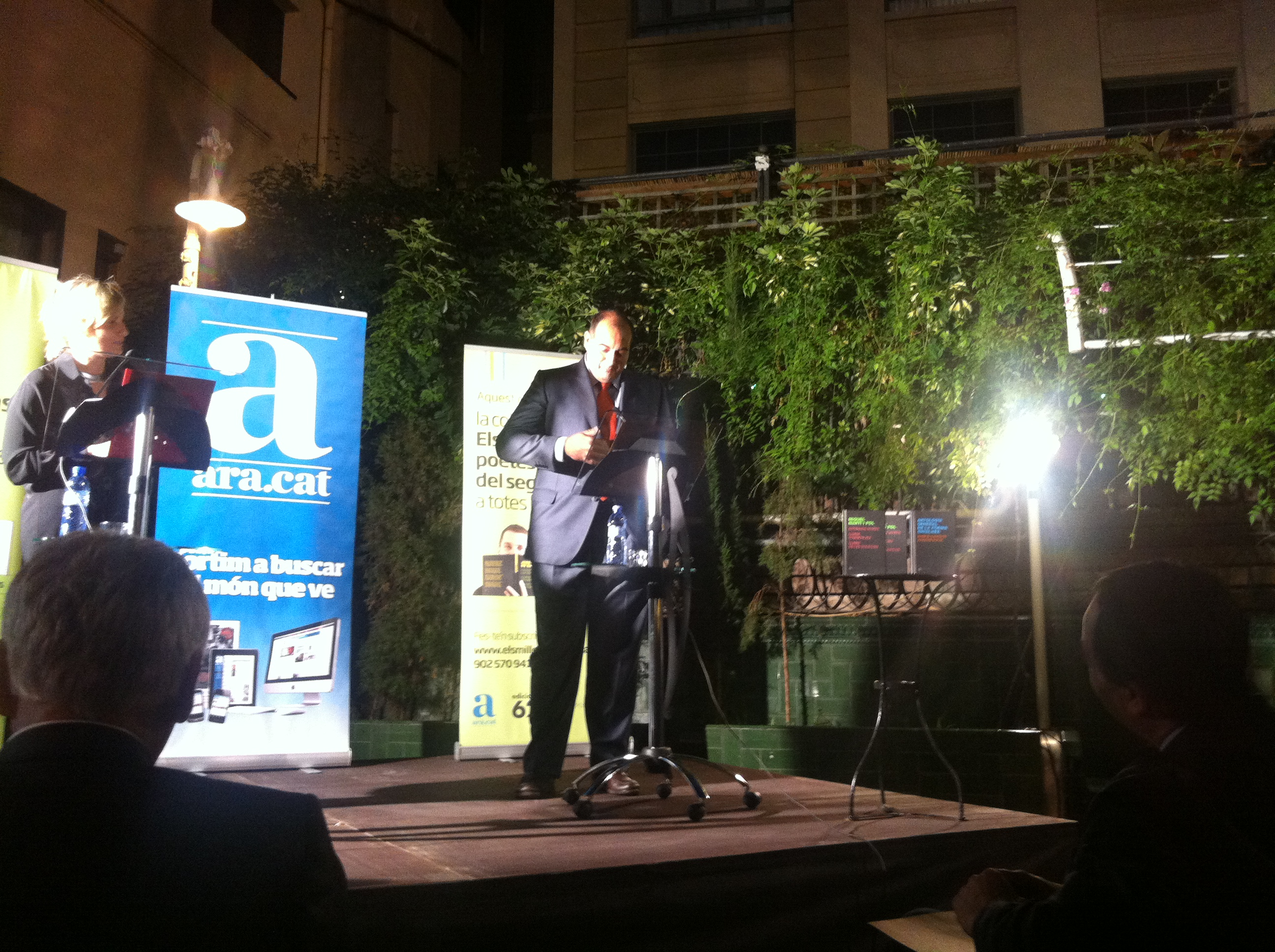
Xavier Bosch durante una presentación del periódico Ara, el 2012

- Corresponsal del periódico La Vanguardia en Estrasburgo y agregado de prensa del Consejo de Europa (1991/1992).
- Articulista del diario Avui desde 1996 a 2001.
- Realizador de la contraportada de los miércoles desde 2000 de Mundo Deportivo.
- En La Vanguardia también, en el Mundial de fútbol del año 2002.
- Desde el 6 de noviembre de 2007 hasta finales de noviembre de 2008, fue director del diario Avui, tomando el relevo de Vicent Sanchís el 6 de noviembre de 2007.[3]
- En el 2010 fue uno de los impulsores del periódico Ara, rotativo donde publica una columna.

## Obra publicada

### Narrativa breve
- Jo, el simolses (La Magrana, 1992)
- Estimat diari - con Lloll Bertran y Antoni Bassas (La Magrana, 1996)
- Vicis domèstics (La Magrana, 1998)

### Novela
- La màgia dels reis (La Galera, 2003)
- Se sabrá todo (Booket, 2011), Se sabrà tot (Proa, 2010), primer libro de la trilogía Dani Santana.
- Homes d'honor (Proa, 2012),[4] segundo libro de la trilogía Dani Santana.
- Eufòria (Proa, 2014),[5] tercer libro de la trilogía Dani Santana.
- Alguien como tu (Planeta, 2015), Algú com tu (Planeta, 2015)
- Nosotros dos (Planeta, 2017), Nosaltres dos (Columna, 2017)
- Palabras que tu entenderás (Destino, 2019), Paraules que tu entendràs (Columna, 2019)
- La mujer de su vida (Destino 2021), La dona de la seva vida (Columna, 2021)[6]

### Teatro
- "El culékulé" (La Magrana, 1996) (con su correspondiente representación en el Teatro Arnau, más de 100 actuaciones de la mano de la Companyia Focus).

## Premios
- Premio Ondas en 1997 por el espacio de humor "Alguna pregunta més?"
- Premio Mundo Deportivo de periodismo 1999, por el programa "Aquest any, cent!".
- Premio Premi APEI-Catalunya (en su sexta edición) por su labor como jefe de programación de RAC 1 y conductor del magacín matinal "El Món a RAC 1".
- Premio Radio Asociación de Cataluña en 2007, en la categoría de "Mejor Programa de Radio".
- Premio Sant Jordi de Novela en 2009 por su novela "Se sabrà tot".[7]
- Premio Ramon Llull en 2015 por la novela Algú com tu.[8]
- Premio Quim Regàs de periodismo por su trayectoria profesional, 2017

| Predecesor: Care Santos | Premio Ramon Llull de novela 2015 | Sucesor: Víctor Amela |